# Nordvis Produktion
Nordvis Produktion ist ein 2005 gegründetes schwedisches Musiklabel aus dem westbottnischen Kåge. Mittlerweile ist das Label im lappländisch-nordbottnischen Arvidsjaur angesiedelt. Gegründet wurde es von Andreas Petterson (De Arma, Lönndom, Saiva). Es konzentriert sich auf die Genres Atmospheric Black Metal und Pagan Metal. Es bestehen internationale Zusammenarbeiten mit anderen unabhängigen Musiklabels, so auch der Eisenwald Tonschmiede und Northern Silence Productions.

## Bands, die unter dem Label veröffentlichten
- Ahamkara
- Armagedda
- Bergraven
- Bhleg
- Bròn
- De Arma
- Dråpsnatt
- Draugurinn
- Ehlder
- Eismalsott
- Eneferens
- Falls of Rauros
- Fedrespor
- Fen
- Forndom
- Grift
- Hagathorn
- Izah
- Lik
- Lönndom
- Lustre
- Murg
- Nachtzeit
- Nechochwen
- Over the Voids
- Panopticon
- Panphage
- Saiva
- Skogen
- Sons of Crom
- Sorgeldom
- Stilla
- Summoning
- The Crevices Below
- Vaiya
- Varde
- Waldgeflüster
- Whirling